# 餘慶橋
27°44′54″N 118°01′38″E / 27.74833°N 118.02722°E
餘慶橋位于中国福建省武夷山市崇安街道南门街，俗称“花桥”，2006年作为闽东北廊桥之一被列为第六批全国重点文物保护单位。
崇阳溪在崇安城南被一座中洲分成两条河道，洲东南为主河道，洲西北为汊道。光绪十五年（1889年），本地乡绅朱敬熙（1852-1917）为其母祝寿，出资三万余金，在南门街南端建余庆、垂裕二桥。余庆桥跨越汊道，垂裕桥跨越主河道。抗日战争时期，垂裕桥毁于火灾，桥墩也在文革期间拆毁。余庆桥在1982年进行了全面的修复，2011年5月28日14点左右被烧毁，仅存桥墩。
火灾前的余庆桥跨越崇阳溪汊道，西北东南走向，是一座两台、两墩、三孔的伸臂斜撑木石结构虹梁拱桥，长79米，宽6.7米，拱高8.6米。桥上建有长廊，中间条石铺设走道。台与墩均由青褐色花岗岩砌成。
- 西端桥头已封闭
- 南侧
- 残留的桥墩
- 残留的桥墩